# Alain Gsponer
Alain Gsponer (* 10. März 1976 in Zürich) ist ein schweizerisch-deutscher Filmregisseur, Drehbuchautor und dramaturgischer Berater. Er lebt in Berlin.

## Leben
Alain Gsponer ist in Schinznach-Bad aufgewachsen. Nach Abschluss der Alten Kantonsschule Aarau (1996) besuchte er den „Grundkurs audiovisuelles Gestalten“ an der Schule für Gestaltung in Bern. Gleichzeitig war er Mitbetreiber des Programmkinos „Freier Film“ in Aarau.
Bevor er 1997 sein Studium an der Filmakademie Baden-Württemberg in Ludwigsburg begann, arbeitete er als Radiojournalist. Das Studium schloss er 2002 im Bereich Szenischer Film mit seinem Diplomfilm Kiki & Tiger ab. Seither ist er außer seiner Tätigkeit als Regisseur und Autor auch als dramaturgischer Berater u. a. für Die fetten Jahre sind vorbei aufgefallen.

## Filme
Während der Studienzeit drehte er unter anderem den erfolgreichen Animationsfilm Heidi, eine Satire über das Heidiimage der Schweiz und den preisgekrönten Kurzspielfilm X für U, eine gefälschte Dokumentation über einen Dokumentationsfälscher. Ebenfalls während der Studienzeit lernte er den Drehbuchautoren Alexander Buresch kennen, mit dem er mehrere Projekte verwirklicht hat (u. a. Kiki & Tiger, Das wahre Leben, Rose und Lila, Lila).
Kiki & Tiger spielt 1997 in Deutschland kurz vor dem Ausbruch des Kosovokrieges und ist die Geschichte einer Freundschaft zwischen einem Flüchtling aus dem Kosovo (Kiki gespielt von Stipe Erceg) und einem in Deutschland aufgewachsenen Serben (Tiger gespielt von Lenn Kudrjawizki). Ihre Freundschaft scheint jedem äußeren Druck zu widerstehen, bis eine Frau einen Keil zwischen die beiden treibt und die wahren Gefühle auch füreinander zu Tage kommen. Der Spielfilm gewann mehrere Preise, u. a. 2003 den Interfilm- und Publikumspreis beim Max-Ophüls-Preis-Festival, und lief bei der Berlinale in der Sektion Perspektive deutsches Kino, was ihm eine internationale Festivalkarriere eröffnete.
Rose (in der Hauptrolle Corinna Harfouch) ist eine Hommage an alleinerziehende Mütter. Rose lebt zusammen mit ihren fast erwachsenen Söhnen in einer bayerischen Kleinstadt. Als der Vater nach 12 Jahren Abwesenheit wieder auftaucht, gerät Roses Familienkonstrukt bedeutend stärker ins Wanken, als sie erwartet hat. Sie muss sich fragen, ob ihre freie Erziehung ohne einen Vater richtig war. Die rasante Tragikomödie wurde in den Kategorien Bester Film, Beste Regie und Bester Schauspieler Nebenrolle (Volker Bruch) für den deutschen Fernsehpreis 2007 nominiert und gewann den Preis in der Kategorie Bester Film.
Das wahre Leben ist laut Focus ein „Sittenbild einer bürgerlichen Familie zwischen berührender Tristesse und ironischem Witz mit großer Wahrhaftigkeit und einem tollen Ensemble.“ In den Hauptrollen spielen Katja Riemann und Ulrich Noethen. Hannah Herzsprung hat für die Darstellung der Florina den deutschen Filmpreis und Katja Riemann für Darstellung der Sibylle Spatz den Bambi erhalten. Der Film gewann 2006 den MFG-Star Baden-Baden, 2008 den Preis der deutschen Filmkritik für das beste Drehbuch und 2009 4 Adolf-Grimme-Preise. Das wahre Leben ist der Titel des Verleihs, ursprünglich hieß der Film BUMMM!.
Im Oktober 2024 wurde Gsponer Mitglied der Deutschen Filmakademie.

## Filmografie
- 1998: Heidi (Kurz-Animationsfilm)
- 2000: X für U (Kurzfilm)
- 2001: Hinter dem Berg (Kurzfilm)
- 2002: Kiki & Tiger
- 2005: Rose[4]
- 2006: Das wahre Leben
- 2008: Polizeiruf 110: Wie ist die Welt so stille
- 2009: Lila, Lila
- 2010: Der letzte Weynfeldt
- 2013: Das kleine Gespenst
- 2014: Akte Grüninger
- 2015: Heidi
- 2017: Jugend ohne Gott
- 2022: Wolke unterm Dach - Familiendrama
- 2023: Haus aus Glas - Sechsteilige Mini-Filmserie